# Ballou Tabla
Ballou Jean-Yves Tabla, né le 31 mars 1999 à Abidjan en Côte d'Ivoire, est un joueur international canadien de soccer. Il joue au poste de milieu offensif à l'Atlético Ottawa.

## Biographie

### Jeunesse
Ballou Tabla naît à Abidjan en Côte d'Ivoire. Il déménage avec sa famille au Québec au Canada. Il rejoint l'académie de l'Impact de Montréal en 2012. Le 9 décembre 2013, il quitte le club pour rejoindre le Panellinios Montréal. En avril 2015, il est revenu à l'Impact et rejoint l'équipe des moins de 18 ans.

### Carrière en club

#### Débuts professionnels à Montréal (2016-2017)
Le 10 novembre 2015, Ballou Tabla signe un contrat avec le FC Montréal, l'équipe réserve de l'Impact de Montréal qui évolue en United Soccer League. Il fait ses débuts professionnels le 9 avril 2016 et inscrit son premier but professionnel, lors d'une défaite 2-1 contre le Toronto FC II. Il s'est entraîné régulièrement avec l'équipe première, qui comprenait son compatriote ivoirien Didier Drogba. En février 2016, Tabla et trois de ses coéquipiers ont suivi un stage au sein de l'équipe de Serie A, Bologne FC. 
En avril 2016, plusieurs médias révèlent que Tabla est regardé par de nombreux grands clubs européens, notamment Arsenal, Manchester City, Chelsea et le FC Barcelone. 
Le 20 octobre 2016, l'Impact de Montréal a annoncé que l’ailier du FC Montréal Ballou Tabla a signé un contrat de deux saisons avec la première équipe en tant que Homegrown Player, valide à compter de la saison 2017. Il devient le plus jeune joueur dans l’histoire du club à se joindre à l’équipe en MLS. Il fait ses débuts en MLS le 5 mars 2017, lors d'une défaite 1-0 face aux Earthquakes de San José. Puis, le 1er avril 2017, il inscrit son premier but en MLS face au Fire de Chicago (2-2).

#### Débuts avec l'équipe réserve du FC Barcelone (2018-2020)
Ballou Tabla signe un contrat de trois ans (plus deux en option) avec le FC Barcelone B le 25 janvier 2018. Sa clause libératoire est de 25 millions d'euros. Elle passera à 75 millions d'euros s'il prolonge. Il fait ses débuts avec le FC Barcelone B en Segunda División le 10 février 2018, lors d'une défaite 1-0 contre l'AD Alcorcón. Puis, le 22 avril 2018, il inscrit son premier but avec le FC Barcelone B face au Rayo Vallecano (défaite 3-2).

#### Prêts pour le temps de jeu (2019)
En concurrence avec de nombreux jeunes de la Masia, Ballou est envoyé en prêt à l'Albacete Balompié en deuxième division espagnole en janvier 2019. Il ne participe malgré tout qu'à deux rencontres sur la fin de la saison. Revenu au Barça à l'été 2019, il est prêté à son ancien club de l'Impact de Montréal le 7 août, dernier jour du marché des transferts en MLS, tandis que la franchise canadienne est en pleine course aux séries éliminatoires.

#### Retour à Montréal (2020-2021)
Souhaitant faire un retour à l'Impact de Montréal, Ballou Tabla est transféré depuis Barcelone le 15 janvier et signe un contrat de deux ans, assorti de deux années supplémentaires en option. Peinant à s'imposer comme lors de son premier passage,, Tabla connait des moments difficiles et voit sa saison 2020 écourtée par une blessure. Écarté des terrains pendant la première moitié de saison 2021, il fait finalement son retour lors d'une rencontre de championnat canadien face aux HFX Wanderers et inscrit deux buts en fin de match pour offrir la victoire 3-1 aux siens après être rentré à la pause. Malgré tout, son engagement et son professionnalisme sont toujours mis en cause, par l'entraîneur Wilfried Nancy et par les médias montréalais où son talent naturel est vu comme gâché. Cette situation amène le club montréalais à ne pas lui offrir un nouveau contrat pour la saison 2022.

#### Atlético Ottawa (2022)
Il retrouve un club quelques semaines plus tard en s'engageant pour trois ans à l'Atlético Ottawa, formation de Première ligue canadienne.

### Carrière internationale
En février 2015, Ballou Tabla participe au championnat de la CONCACAF des moins de 17 ans avec l'équipe du Canada des moins de 17 ans. Lors de ce tournoi, il dispute cinq rencontres, et inscrit un but contre Sainte-Lucie. 
Il a ensuite refusé les appels de la sélection canadienne, invoquant la possibilité de jouer pour la Côte d'Ivoire. Il aurait été consulté par Didier Drogba, avec qu'il s'est lié d'amitié pendant son séjour à Montréal. Finalement, en septembre 2018, il annonce qu'il a choisi la sélection canadienne.
Le 16 octobre 2018, il honore sa première sélection contre la Dominique. Lors de ce match, il entre à la 54e minute de la rencontre, à la place de Jonathan David. Le match se solde par une victoire de 5-0 des Canadiens.

## Palmarès
FC Barcelone
- Vainqueur de l'UEFA Youth League en 2018

 CF Montréal
- Vainqueur du Championnat canadien en 2021

 Atlético Ottawa
- Vainqueur de la saison régulière de Première ligue canadienne en 2022

### Distinctions individuelles
- Nommé meilleur joueur canadien de moins de 17 ans en 2014 par Soccer Canada[21]
- Nommé meilleur joueur canadien de moins de 20 ans en 2016 par Soccer Canada[22]
- Finaliste au titre de meilleur joueur de l’année en Première ligue canadienne en 2022[23]

## Statistiques détaillées
| Saison                | Club                      | Championnat           | Championnat | Championnat | Coupe(s) nationale(s) | Coupe(s) nationale(s) | Compétition(s) continentale(s) | Compétition(s) continentale(s) | Compétition(s) continentale(s) | Séries | Séries | Canada | Canada | Total | Total |
| Saison                | Club                      | Division              | M.          | B.          | M.                    | B.                    | Comp.                          | M.                             | B.                             | M.     | B.     | M.     | B.     | M.    | B.    |
| 2016                  | FC Montréal               | USL                   | 21          | 5           | -                     | -                     | -                              | -                              | -                              | -      | -      | -      | -      | 21    | 5     |
| 2017                  | Impact de Montréal        | MLS                   | 21          | 2           | 3                     | 1                     | -                              | -                              | -                              | -      | -      | -      | -      | 24    | 3     |
| 2017-2018             | FC Barcelone B            | Segunda División      | 12          | 1           | -                     | -                     | -                              | -                              | -                              | -      | -      | -      | -      | 12    | 1     |
| 2018-2019             | FC Barcelone B            | Segunda División B    | 18          | 2           | -                     | -                     | -                              | -                              | -                              | -      | -      | 2      | 0      | 20    | 2     |
| Sous-total            | Sous-total                | Sous-total            | 30          | 3           | 0                     | 0                     | -                              | -                              | -                              | -      | -      | 2      | 0      | 32    | 3     |
| 2018-2019             | Albacete Balompié (prêt)  | Segunda División      | 2           | 0           | -                     | -                     | -                              | -                              | -                              | -      | -      | -      | -      | 2     | 0     |
| 2019                  | Impact de Montréal (prêt) | MLS                   | 4           | 0           | 0                     | 0                     | -                              | -                              | -                              | -      | -      | -      | -      | 4     | 0     |
| 2020                  | Impact de Montréal        | MLS                   | 5           | 1           | -                     | -                     | LCC                            | 2                              | 0                              | -      | -      | -      | -      | 7     | 1     |
| 2021                  | CF Montréal               | MLS                   | 2           | 0           | 2                     | 2                     | -                              | -                              | -                              | -      | -      | -      | -      | 4     | 2     |
| Sous-total            | Sous-total                | Sous-total            | 11          | 1           | 2                     | 2                     | -                              | 2                              | 0                              | 0      | 0      | 0      | 0      | 15    | 3     |
| 2022                  | Atlético Ottawa           | PLCan                 | 30          | 7           | 1                     | 0                     | -                              | -                              | -                              | -      | -      | -      | -      | 31    | 7     |
| 2022-2023             | Manisa FK                 | 1.Lig                 | 6           | 2           |                       |                       | -                              | -                              | -                              | -      | -      | -      | -      | 6     | 2     |
| Total sur la carrière | Total sur la carrière     | Total sur la carrière | 121         | 20          | 6                     | 3                     | -                              | 2                              | 0                              | 0      | 0      | 2      | 0      | 129   | 25    |